# Fiona Robinson
Fiona Mary Robinson (nacida el 7 de febrero de 1969 en Perth) es una exjugadora de baloncesto y balonmano australiana. Fue medalla de bronce con Australia en los Juegos Olímpicos de Atlanta 1996. En los Juegos Olímpicos de Sídney representó a Australia en balonmano.